# Taudeni
Taudeni (em francês: Taoudenni, Taoudeni; em berbere: Tawdenni) ou Taudenite (em francês: Taoudénit) é um remoto centro de mineração de sal situado em um oásis na região desértica do norte do Mali, 664 quilômetros a norte de Tombuctu. O sal, explorado secularmente, é cavado à mão do leito de um antigo lago salgado, cortado em lajes e transportado de caminhão ou por camelo para Tombuctu.
As caravanas de camelo (azalai) de Taudeni são algumas das últimas que operam no deserto do Saara. No final da década de 1960, durante o regime de Moussa Traoré, uma prisão foi construída no sítio e o internos foram forçados a trabalhar nas minas. A prisão foi fechada em 1988.

## Mineração de sal
A menção mais antiga a Taudeni está presente na História do Sudão de al-Sadi que escreveu que em 1586, quando 200 mosqueteiros marroquinos atacaram o centro de mineração de sal de Tagaza (150 quilômetros a noroeste de Taudeni), alguns dos mineiros mudaram-se para Taudani. Em 1906, o soldado francês Édouard Cortier visitou Taudeni com uma unidade soldados montados em camelos (mearistas) e publicou a primeira descrição das minas. À época o único edifício era o alcácer de Smida que possuía uma muralha circundante com uma única entrada pequena no lado ocidental. As ruínas do alcácer estão 600 metros ao norte do edifício da prisão.
As minas de Taudeni estão localizadas no leito dum antigo lago salgado. Os mineiros utilizam machados brutos para cavar poços que geralmente medem 5 metros por 5 metros com profundidade de 4 metros. Os mineiros primeiro removem 1,5 metros de sobrecarga de barro vermelho, então várias camadas de sal de baixa qualidade antes de alcançarem três camadas de sal de alta qualidade. Ele é cortado em lajes irregulares que medem em torno de 110 centímetros por 45 centímetros e possuem espessura de 5 centímetros e peso em torno de 30 quilos. Duas das camadas de alta qualidade são de espessura suficiente para serem divididas pela metade de modo que 5 lajes podem ser produzidas das três camadas. Tendo removido o sal da área da base do poço, os mineiros escavam horizontalmente para criar galerias das quais lajes adicionais podem ser obtidas.
Quando um poço está exaurido, outro é cavado de modo que atualmente milhares de poços espalham-se por uma ampla área. Através dos séculos foi extraído de três áreas distintas da depressão com cada área nova sucessivamente se situando mais a sudoeste. As três áreas podem ser vistas claramente em fotografias por satélite. À época da visita de Édouard Cortier em 1906, a área mineradora estava 3 quilômetros ao sul do alcácer, na década de 1950 elas estavam a 5 quilômetros, e atualmente a 9.
Em 2007-2008, havia aproximados 350 times de mineiros com cada time geralmente consistindo de um mineiro experiente com 2 trabalhadores dando um total aproximado de 1000 homens. Os homens vivem em cabanas primitivas construídas de blocos de sal de qualidade inferior e trabalham nas minas de outubro a abril, evitando os meses mais quentes do ano quando apenas cerca de 10 deles residem ali.
As lajes são transportadas através do deserto via o oásis de Arauane para Tombuctu. No passado, elas foram sempre carregadas por camelos, mas recentemente algumas delas são removidas por caminhões de quatro rodas. A jornada com camelos para Tombuctu leva cerca de três semanas com cada camelo carregando quatro ou cinco lajes. O acordo tradicional é que para cada quatro lajes levadas à Tombuctu uma é dos mineiros e as outras três são o pagamento dos proprietários dos camelos.
Até meados do século XX, o sal foi transportado em duas grandes caravanas de camelos (azalai) uma dirigida a Tombuctu no começo de novembro e uma segunda deixando Tombuctu no final de março no fim da estação; elas são algumas das últimas caravanas ainda ativas no Saara. Horace Miner, um antropólogo estadunidense que gastou sete meses na cidade, estimou que em 1939-40 a caravana de inverno consistia de mais de 4 000 camelos e que a produção total englobava 35 000 lajes de sal.

## Prisão
Um entreposto militar e prisão foram construídos em Taudeni em 1969 durante o regime de Moussa Traoré. A prisão foi utilizada para deter prisioneiros políticos até 1988, quando foi fechada. Muitos dos prisioneiros eram oficiais do governo que haviam sido acusados de conspirar contra o regime. Os prisioneiros trabalharam nas minas de sal e muitos deles morreram. À leste das ruínas do edifício da prisão está um cemitério contendo 140 túmulos dos quais apenas uma dúzia tem nomes. Eles incluem:
- Yoro Diakité, chefe do primeiro governo provisório após o golpe de 19 de novembro de 1968, que morreu em 1973;
- Tiécoro Bagayoko, chefe dos serviços de segurança de 1968 a 1978, que morreu em agosto de 1983;
- Kissima Doukara, o ministro de defesa entre 1968-1978;
- Youssouf Balla Sylla, chefe de política do terceiro distrito de Bamaco;
- Jean Bolon Samaké, chefe da circunscrição de Gundam em 1969, que morreu em 1973;

## Clima
Taudeni é um sítio remoto na região mais quente do planeta, situado a centenas de milhas das localidades habitadas mais próximas de qualquer tamanho. A região está em meio ao deserto do Saara, na porção sul do Tanezrufte (uma das áreas mais inóspitas do planeta, conhecida por seu calor extremo e aridez) e apresenta uma versão extrema do quente clima desértico (Classificação climática de Köppen-Geiger). A região apresenta um clima tórrido, hiperárido com claridade ininterrupta o ano todo. As temperaturas médias elevadas excedem 40 °C de abril a setembro e alcançam um pico extremo de 48 °C em julho, o mais alto valor para uma área com elevação acima do nível do mar.
Os invernos também são muito quentes comparado à média mundial. As temperaturas médias elevadas aproximam-se de 27 °C no mês mais frio. A temperatura diária média anual está em torno de 29 °C, colocando-a entre as mais altas no mundo. A média de precipitação anual está entre 10 e 20 milímetros que precipitam sobretudo de julho a outubro. Na média, Taudeni têm 3 700 horas de iluminação anualmente, com 84% das horas diárias sendo ensolaradas. O sítio está também situado em uma das regiões mais secas do globo.